# ELV Tornado Niesky
Der Eislaufverein „Tornado“ Niesky ist ein Eissportverein aus Niesky in der Oberlausitz mit den Sektionen Eishockey und Eisstockschießen.

## Sektion Eishockey

### Geschichte
| Saison  | Liga                     | Platz                 |
| ------- | ------------------------ | --------------------- |
| 1966/67 | Staffel 4 (Ost) Gruppe B | 3. von 3 Mannschaften |
| 1968/69 | Gruppe 4                 | 2. von 3 Mannschaften |
| 1969/70 |                          | 3. von 3 Mannschaften |

Im Februar 1947 absolvierte die Mannschaft des SV Eintracht Niesky ihr erstes Freundschaftsspiel. Ab 1966 nahm die erste Mannschaft der BSG Einheit an der DDR-Gruppenliga teil. 1970 wurde die Gruppenliga aufgelöst und die BSG nahm fortan sowohl mit der Herren- als auch mit den Nachwuchsmannschaften an der DDR-Bestenermittlung teil.
In den Spielzeiten  1982/83, 1983/84, 1985/86, 1986/87 und 1987/88 gewann die erste Mannschaft die Bezirksmeisterschaft, scheiterte jedoch in jedem Jahr in der Qualifikation für die Endrunde der Bestenermittlung. In der Saison 1988/89 gewann die Mannschaft erneut die Bezirksmeisterschaft, wurde aber während der anschließenden Qualifikation vom Spielbetrieb zurückgezogen.

### Gründung des ELV Niesky
| Saison  | Liga                                                          |
| ------- | ------------------------------------------------------------- |
| 1997/98 | Landesliga Sachsen Staffel Ost                                |
| 1998/99 | Landesliga Sachsen Staffel Ost - Meister                      |
| 1999/00 | Sachsenliga                                                   |
| 2000/01 | Sachsenliga                                                   |
| 2001/02 | Sachsenliga - Verzicht auf Aufstieg in die Regionalliga Ost   |
| 2002/03 | Sachsenliga - Meister, Aufstieg in die Regionalliga Ost       |
| 2003/04 | Regionalliga Ost/Abstiegsrunde                                |
| 2004/05 | Regionalliga Nord-Ost Gruppe Ost/Abstiegsrunde Ost            |
| 2005/06 | Sachsenliga                                                   |
| 2006/07 | Regionalliga Nord-Ost als Spielgemeinschaft mit ES Weißwasser |
| 2007/08 | Regionalliga Nord-Ost Gruppe Ost                              |
| 2008/09 | Regionalliga Ost                                              |
| 2009/10 | Regionalliga Ost                                              |
| 2010/11 | Oberliga Ost                                                  |
| 2011/12 | Oberliga Ost                                                  |
| 2012/13 | Oberliga Ost                                                  |
| 2013/14 | Oberliga Ost                                                  |
| 2014/15 | Oberliga Ost - freiwilliger Rückzug                           |
| 2015/16 | Regionalliga Ost - Meister                                    |
| 2016/17 | Regionalliga Ost - Meister                                    |
| 2017/18 | Regionalliga Ost - Meister                                    |
| 2018/19 | Regionalliga Ost                                              |

Der ELV Niesky wurde am 17. November 1994 in Tradition der BSG Einheit Niesky mit den zwei Sektionen Eishockey und Eisstockschießen gegründet. Am 7. Dezember 1996 absolvierte die Eishockeymannschaft ihr erstes Freundschaftsspiel gegen Česká Lípa. Ab der Saison 1997/98 nahm diese am regulären Spielbetrieb der Landesliga Sachsen teil. Zwischen 1999 und 2003 nahm sie an der Sachsenliga teil, deren Meisterschaft der ELV 2003 gewann und damit für den Aufstieg in die Regionalliga berechtigt war. Mit dem Start in der Regionalliga wurde der Beiname Tornado für die Eishockeymannschaften des Vereins gewählt.
Die zweite Mannschaft des Vereins nahm ab 2001 am Amateurspielbetrieb teil und gewann mehrfach den Landskronpokal. Seit 2002 nehmen die Junioren des Vereins an der Ostdeutschen Meisterschaft teil.

### In der Oberliga (seit 2010)
Mit der Neustrukturierung von Oberliga und Auflösung der Regionalliga Ost wurde der ELV Niesky 2010 in die Oberliga Ost aufgenommen.
In der Saison 2011/12 gehörte die Mannschaft Tornado Niesky der Oberliga Ost an, während die Tornado Reserve an der Hobbyliga Landskronliga und die Nachwuchsmannschaften – teilweise als Spielgemeinschaft mit ES Weißwasser – an der Ostdeutschen Meisterschaft teilnahmen.

## Sektion Eisstockschießen
2001/02 erfolgte eine Teilnahme der Eisstockschützen an den Ausscheidungen zur Bundesliga-Qualifikation.
Das Frauenteam wurde 2002 auf der Sommerbahn Sachsenmeister, während sich die Männer 2003 auf der Sommerbahn für den Deutschlandpokal qualifizierten.
Die Frauen- und Männermannschaft qualifizierten sich beide 2003/04 für die Bundesliga Ost.

## Eisstadion
Spielstätte war von November 1954–1959 das Stadion der Einheit - Eisstadion Moryteich,  ab 1960 das Natureisstadion am Waldbad.  Ende der 1970er Jahre scheiterte ein Umbauversuch in ein Kunsteisstadions  an finanziellen Problemen.
Von 1989 bis 1992 erfolgte eine Schließung des Stadions. 1992–1994 entstand ein Neubau des Stadions als offenes Kunsteisstadion, das 1994 wieder eröffnet wurde.
Im Oktober 2017 wurde der Bau einer Überdachung und der Umbau zum „Eisstadion Niesky“ fertig gestellt. Die Kosten für die etwa 20-monatige Baumaßnahme betrugen 6,8 Millionen Euro.